# Kazachinsko-Lensky (huyện)
Huyện Kazachinsko-Lensky (tiếng Nga: Каза́чинско-Ле́нский райо́н) là một huyện hành chính tự quản (raion), của Tỉnh Irkutsk, Nga. Huyện có diện tích 32804 km², dân số thời điểm ngày 1 tháng 1 năm 2000 là 25300 người. Trung tâm của huyện đóng ở Kazachinskoye.